# Рамон Сайдін
Рамон Сайдін-і-Маркес Стерлінг (ісп. Ramón Zaydín y Márquez Sterling; 1895 — 23 липня 1968) — кубинський політик, другий прем'єр-міністр Куби.

## Біографія
Здобув юридичну освіту у Гаванському університеті, працював адвокатом і нотаріусом.
Від 1920 до 1926 року був членом Палати представників від Ліберальної партії. Первинно підтримував переобрання Херардо Мачадо на посаду президента, втім згодом виступив проти зміни Конституції 1901 року та зрештою 1930 року опинився в лавах опозиції.
Керував газетою «Ель-Паїс», обирався сенатором і лідером Партії республіканської дії Мігеля Маріано Гомеса. Був делегатом Конституційних зборів 1940 року й одним з авторів нового Основного закону. Обіймав посаду голови Палати представників.
Від 1942 до 1944 року очолював кубинський уряд. 1944 року балотувався на посаду віцепрезидента Республіки від Демократичної соціалістичної коаліції, втім зазнав поразки на виборах. 1948 року його обрали сенатором від ліберально-демократичної коаліції «Камагуей».
Займався професорською діяльністю на юридичному факультеті Гаванського університету.
Виступив проти Фульхенсіо Батисти, який організував державний переворот 10 березня 1952 року, та подав апеляцію про неконституційність до Суду конституційних і соціальних гарантій.
Після того був змушений емігрувати до Іспанії, де провів решту життя.